# Adolfo Perazzo
Adolfo Perazzo (20 maggio 1951) è un ex cestista argentino.

## Carriera
Con l'Argentina ha disputato i Campionati mondiali del 1974.